# Carrinho de controle remoto

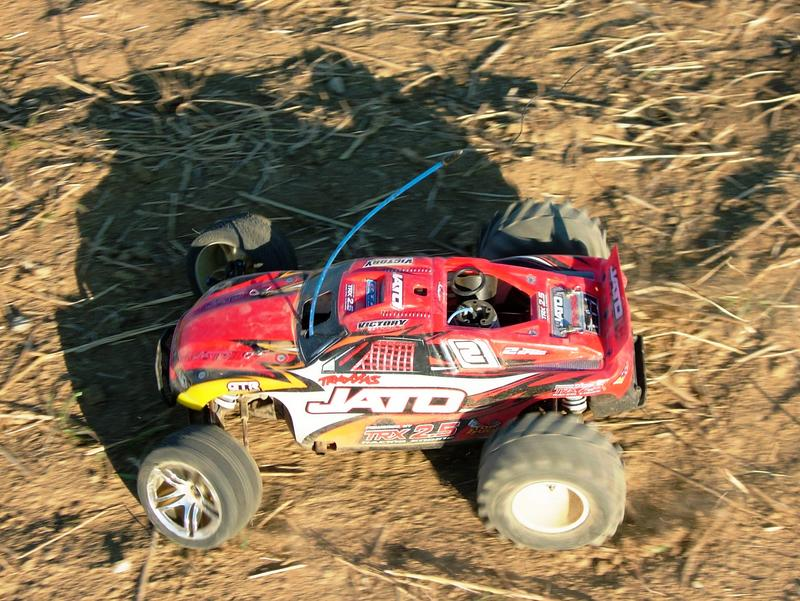
Carrinho de controle remoto.

Os Carrinhos de controle remoto (português brasileiro) ou Carrinhos telecomandados (português europeu) são um tipo de brinquedo. Podem ser de dois tipos: controlados por transmissão rádio ou por um fio ligando o controle e o carro.